# Pockkogel
Der Pockkogel ist ein 2807 m hoher Berg in den Stubaier Alpen in Tirol. Sein Name geht auf den Erstersteiger, den Innsbrucker Bergpionier Julius Pock zurück.

## Lage
Der Pockkogel liegt südlich des Kühtaisattels und des Skigebietes Kühtai. Dieses erstreckt sich bis ca. 800 Meter nördlich des Gipfels auf eine Seehöhe von 2400 m in ein Oberplenderle genanntes Hochtal. Hier liegen die Drei-Seen-Hütte und der Obere und Untere Plenderlessee. Nach Nordwesten entsendet der Pockkogel einen felsigen Grat, der den 2642 m hohen Neunerkogel trägt. Westlich des Berges liegt auf 2300 m der Finstertalspeicher. Ein weiterer Grat verläuft nach Südwesten zu den 2743 m (Nördliche) und 2741 m (Südliche) hohen Steintalspitzen. Südlich des Gipfels liegt das Steintal, ein Seitental des Kraspestals, das bei Haggen ins Sellraintal mündet. Nach Osten verläuft ein scharfer Grat zum 2808 m hohen Windegg und von dort aus weiter zur 2685 m hohen Gaißkogelscharte und dem 2820 m hohen Gaißkogel.

## Wege zum Gipfel
Der Normalweg zum Gipfel, der auch 1876 von den Erstbesteigern gewählt wurde, führt vom Finstertalspeicher aus über die Westflanke (UIAA I). Dieser Anstieg ist auch als Skitour möglich. Die Wege über das Steintal (UIAA II) und von der nordöstlich gelegenen Gaißkogelscharte (UIAA III-) sind schwieriger. Seit 2006 führt durch die steile Nordflanke ein Klettersteig (Schwierigkeit D-E).